# Avortament selectiu en funció del sexe

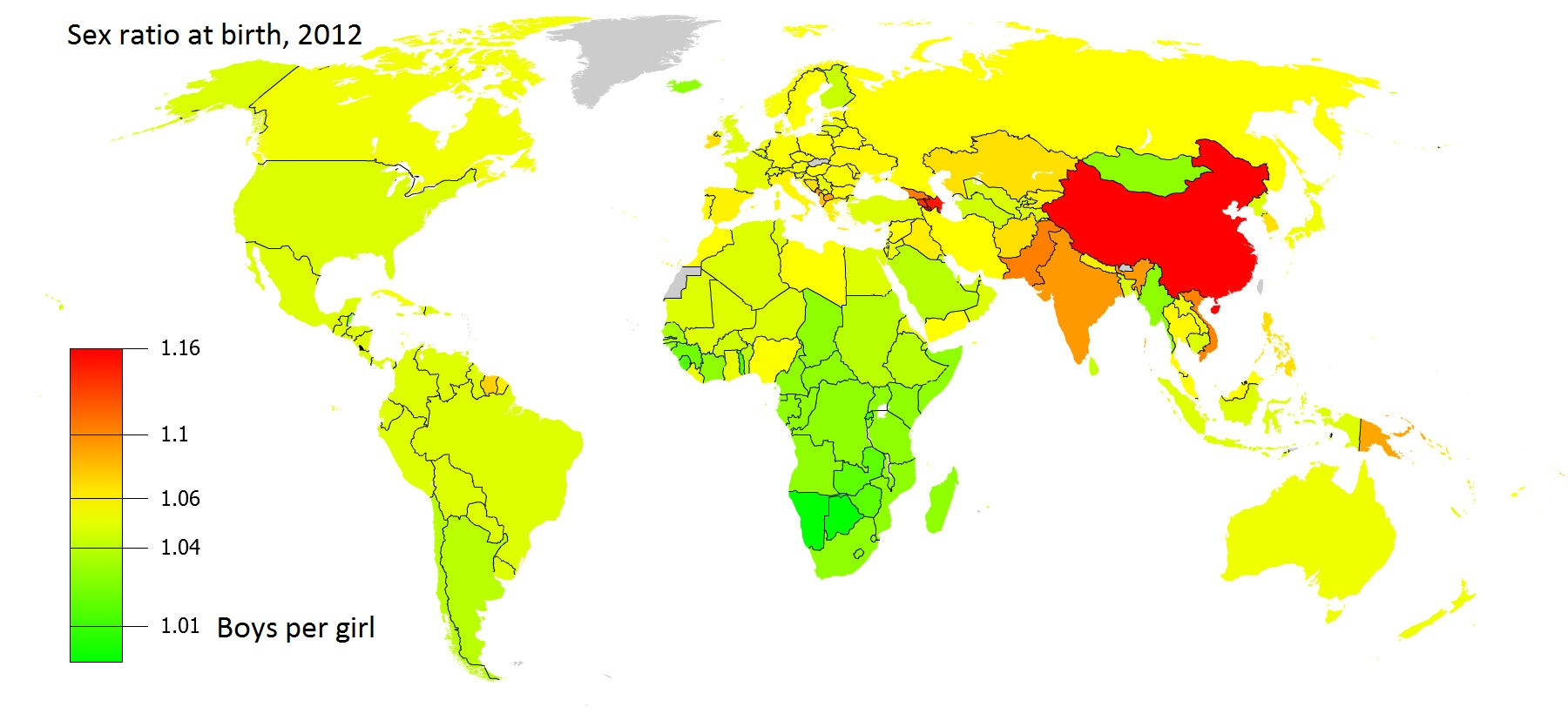
Mapa del món amb les relacions de sexe per naixement, 2012

L'avortament selectiu en funció del sexe és la pràctica d'interrompre un embaràs en funció del sexe predit del nadó. L'avortament selectiu dels fetus femenins és més freqüent quan els nens masculins són més valorats que els nens femenins, especialment en parts de l'Àsia oriental i l'Àsia meridional (especialment en països com la República Popular de la Xina, l'Índia i el Pakistan), així com al Caucas, Balcans occidentals i, en menor mesura, a Amèrica del Nord.
L'avortament selectiu per sexe es va documentar per primera vegada el 1975, i es va fer habitual a finals dels anys vuitanta a Corea del Sud i la Xina i al mateix temps o una mica més tard a l'Índia.
L'avortament selectiu per sexe afecta la proporció de sexes humans: el nombre relatiu d'homes i dones en un grup d'edat determinat, amb la Xina i l'Índia, els dos països més poblats del món, que tenen relacions de gènere desequilibrades. Els estudis i informes centrats en l'avortament selectiu per sexe són predominantment estadístics; suposen que la proporció de sexes per naixement (la proporció global de nens i nenes en néixer) per a una població regional és un indicador de l'avortament selectiu per sexe. Aquesta suposició ha estat qüestionada per alguns estudiosos.
Segons estudis, la relació de sexes prevista per naixement és d'entre 106-108 homes i 100 dones al néixer a nivell mundial. Però puja a 107-118 a l'Àsia oriental, segons països.